# Estigmenida
Estigmenida is een kevergeslacht uit de familie van de boktorren (Cerambycidae). De wetenschappelijke naam van het geslacht werd voor het eerst geldig gepubliceerd in 1894 door Gahan.

## Soorten
Estigmenida omvat de volgende soorten:
- Estigmenida albolineata Breuning, 1940
- Estigmenida robusta Breuning, 1940
- Estigmenida variabilis Gahan, 1894